# I Miss You (canção de Beyoncé)
"I Miss You" é uma canção da cantora estadunidense Beyoncé Knowles, de seu quarto álbum de estúdio, 4. Foi escrito por Beyoncé, Frank Ocean e Shea Taylor e produzida por Beyoncé e Taylor. A mid-paced R&B balada , "I Miss You" é influenciado pelo baladas dos anos de 1980. Sua instrumentação é composta essencialmente de sintetizadores e teclados.
"I Miss You" foi geralmente bem recebido pelos críticos de música que elogiou a sua produção muito escassa, bem como a sua notável influência no plano fonético de 1980. Alguns deles também descreveram a canção como "assustador" e chamou-o como o destaque do álbum. Os críticos também elogiaram como vocais de Beyoncé "ao manter a alternância de desesperado e calmo durante toda a canção". Após o lançamento do 4 no início de julho de 2011, "I Miss You" alcançou o número 184 no UK Singles Chart e no número 34 na Coreia do Sul no Gaon Internacional Singles Chart. A canção também fez parte do concerto "4 Intimate Nights with Beyoncé" , realizada no Roseland Ballroom, em Nova Iorque em agosto de 2011.

## Antecedentes e desenvolvimento
"I Miss You" foi escrita por Beyoncé, Frank Ocean  e Shea Taylor enquanto a produção foi feita por Knowles e Taylor. No início de março de 2011, Ocean soube que Knowles foi em estúdio trabalhando em seu próximo álbum de estúdio o 4 . Ocean postou uma foto de Knowles em seu estúdio no Twitter, alimentando relatos de que ele havia trabalhado com Knowles no novo álbum. Bem como postar uma imagem de Knowles na gravação de novo material, ele também acompanhou a imagem com o comentário: "Eu estou trabalhando nesse dia, não quero me gabar, isso é surreal como ela [...] está cantando minhas músicas. Se o tempo parasse agora, a duas semanas passadas seria perto do topo do carretel do destaque para o meu tempo na terra."
Em julho de 2011, Beyoncé sentou-se por uma entrevista com Gabriel Alvarez da revista Complex, onde ela fala sobre como descobriu o Ocean: "Jay-Z tinha um CD tocando no carro num domingo, quando nós estávamos dirigindo para o Brooklyn. notei seu tom, seus arranjos, e sua narrativa. Eu imediatamente estendeu a mão para ele, literalmente, na manhã seguinte. Pedi-lhe que voar para Nova Iorque e trabalhar no meu disco. Deste modo, Ocean acabou co-escrevendo "I Miss You". A partir de 16 junho - 27 junho de 2011, as músicas do 4 estavam disponíveis para ouvir em cada dia no site oficial de Beyoncé, emparelhado com a sua foto que acompanha disseminação da embalagem álbum e uma citação esclarecedora. Em 19 de junho de 2011, "I Miss You" foi a canção escolhida. A citação encontrada Knowles elaboração sobre o que a motivou a gravar uma música como "I Miss You":
| “ | 4 é definitivamente uma evolução. É mais ousado do que a música nos meus álbuns anteriores, porque eu sou mais ousada. Quanto mais madura e mais experiências em vida, mais eu tenho o que falar. Eu realmente estou focada em canções clássicas, canções que irião durar, canções que eu pudesse cantar, quando eu tiver 40 ou 60 anos. | ” |

## Composição
"I Miss You" é um mid-tempo balada que forma os gêneros de R&B e contém elementos da música pop.. Michael Cragg do jornal The Guardian e The Observer notou que é fortemente influenciada pela década de 1980. "I Miss You" é "leve e discreto", poupando o histrionismo musical de "Dangerously in Love"(2003) ou "If I Were a Boy" (2008), de acordo com Andrew Unterberger de PopCrush. A instrumentação da canção é composta de "camadas de atmosfera teclados ", ambiente sintetizadores , e batida eletrônica 808. Os sintetizadores expandem e contraem como que o progresso através de seus acordes, mantendo um nível ainda mais de intensidade por toda parte.
Como afirmado por Unterberger, "I Miss You" se assemelha a um meados de 1980. Além disso, Juzwiak do The Village Voice comentou que o single de Martika em 1991, "Love ... Thy Will Be Done", é evocado em I Miss You". Horton Mateus da BBC considerou que a música do tipo de tensão sutis alcançado por Alicia Keys em Try Sleeping with a Broken Heart em 2010. Jim Farber do The Daily News acrescentou que "I Miss You" contrasta uma cama macia de synth [esizers] e fortemente ecoou a bateria "de uma forma semelhante ao single de Phil Collins em 1981, "In the Air Tonight".
Descrito por Matthew Horton que a canção é como "puxão", "I Miss You" encontra Knowles, como a protagonista feminina, ruminando sobre seu relacionamento com seu interesse ex-amor, sem veredictos empresa, ela é "confuso, em conflito, muito humana", como afirma o jornalista do Chicago Sun-Times Conner Thomas. Mesmo que eles se separaram, Knowles "ainda não pode deixar ir e suas necessidades são vestir ela", de acordo com a Melinda Newman de HitFix. Além disso, Matthew Perpetua do Rolling Stone acrescentou que a canção apresenta Knowles "em sua mais discreto." Ao longo da música, seu fraseado é "legal, calmo e controlado."

## Desempenho
| Tabelas musicais (2011)                                 | Melhor posição |
| ------------------------------------------------------- | -------------- |
| Coreia do Sul - South Korea International Singles Chart | 34             |
| Portugal - Top 30 Ring Tones                            | 20             |
| Reino Unido - UK Singles Chart                          | 184            |